# Dave (album, 1977)
Pour les articles homonymes, voir Dave.
Albums de Dave
Tant qu'il y aura...
(1976) Pour que tu me comprennes
(1978)
Dave est le quatrième album studio de Dave, sorti en 1977. Il est édité chez CBS.

## Liste des titres
| A1.   | Le Timide                                            | 3:10 |
| A2.   | Chanson d'un vieux fan                               | 3:15 |
| A3.   | Raconte-moi des mensonges                            | 3:10 |
| A4.   | Plus ça va, plus je t'aime (Love to Be Loved By You) | 2:47 |
| A5.   | Quand la ville dort                                  | 4:27 |
| A6.   | Est-ce par hasard ? (Let's Fall in Love)             | 2:38 |
| B1.   | Tu me donnes des idées                               | 3:34 |
| B2.   | Le Dernier Slow                                      | 3:23 |
| B3.   | L'Amoureux prodigue                                  | 3:10 |
| B4.   | Mai (Gaye)                                           | 3:27 |
| B5.   | Contre vents et marées                               | 3:06 |
| B6.   | Le Marchand de rêves                                 | 2:58 |
| 39:05 |                                                      |      |

## Classements
| Classements (1977) | Meilleure position |
| ------------------ | ------------------ |
| France             | 5                  |

## Certification
L'album est certifié disque d'or avec plus de 125 000 ventes. 